# Shutout (hockey su ghiaccio)
Lo shutout (acronimo SO) è una terminologia usata nell'hockey su ghiaccio per indicare quando un portiere termina una partita senza aver subito reti. Il portiere con più shutout nella storia dell'NHL, la più importante lega di hockey a livello mondiale, è il canadese Martin Brodeur, a quota 121, mentre la squadra che ha ottenuto il maggior numero di shutout in una stagione furono i Columbus Blue Jackets nella 2006-2007, che non subirono gol in 16 partite.
È accaduto, in diverse occasioni, che a causa di una sostituzione a più portieri sia stato attribuito lo stesso shutout, per esempio quando il 6 dicembre 2011 Roberto Luongo, in una gara tra i suoi Vancouver Canucks ed i Colorado Avalanche, respinse tutti i tiri nella sua porta fino, però, a subire un infortunio al collo; lo sostituì Cory Schneider che non ne incassò di ulteriori, assegnando a sé stesso ed al compagno lo shutout.
Il termine è utilizzato, seppur raramente, anche nel rugby, nel football americano e nel baseball quando una squadra termina la partita impedendo agli avversari di segnare anche un solo punto. Il termine, infine, presenta un equivalente nel calcio, ovvero clean sheet, utilizzato quando una squadra termina una partita senza subire gol; quest'espressione è però usata prevalentemente nel calcio anglosassone.